# Cybaeus logunovi
Espèce
Cybaeus logunovi est une espèce d'araignées aranéomorphes de la famille des Cybaeidae.

## Distribution
Cette espèce est endémique du kraï du Primorié en Russie,.

## Description
Le mâle holotype mesure 7,07 mm.

## Étymologie
Cette espèce est nommée en l'honneur de Dmitri V. Logunov.

## Publication originale
- Marusik & Omelko, 2022 : « Three new species of Cybaeus L. Koch, 1868 (Aranei: Cybaeidae) from the Maritime Province of Russia. » Arthropoda Selecta, vol. 31, no 3, p. 335-341 (texte intégral).